# Fimbristylis quinquangularis
Fimbristylis quinquangularis är en halvgräsart som först beskrevs av Vahl, och fick sitt nu gällande namn av Carl Sigismund Kunth. Fimbristylis quinquangularis ingår i släktet Fimbristylis och familjen halvgräs.

## Underarter
Arten delas in i följande underarter:
- F. q. macroglumis
- F. q. pallescens
- F. q. quinquangularis